# Cementerio Inglés (Florencia)
El Cementerio inglés (en italiano Cimitero degli Inglesi) es un cementerio ubicado en Piazzale Donatello (en italiano Plaza Donatello) en Florencia, Italia

## Historia

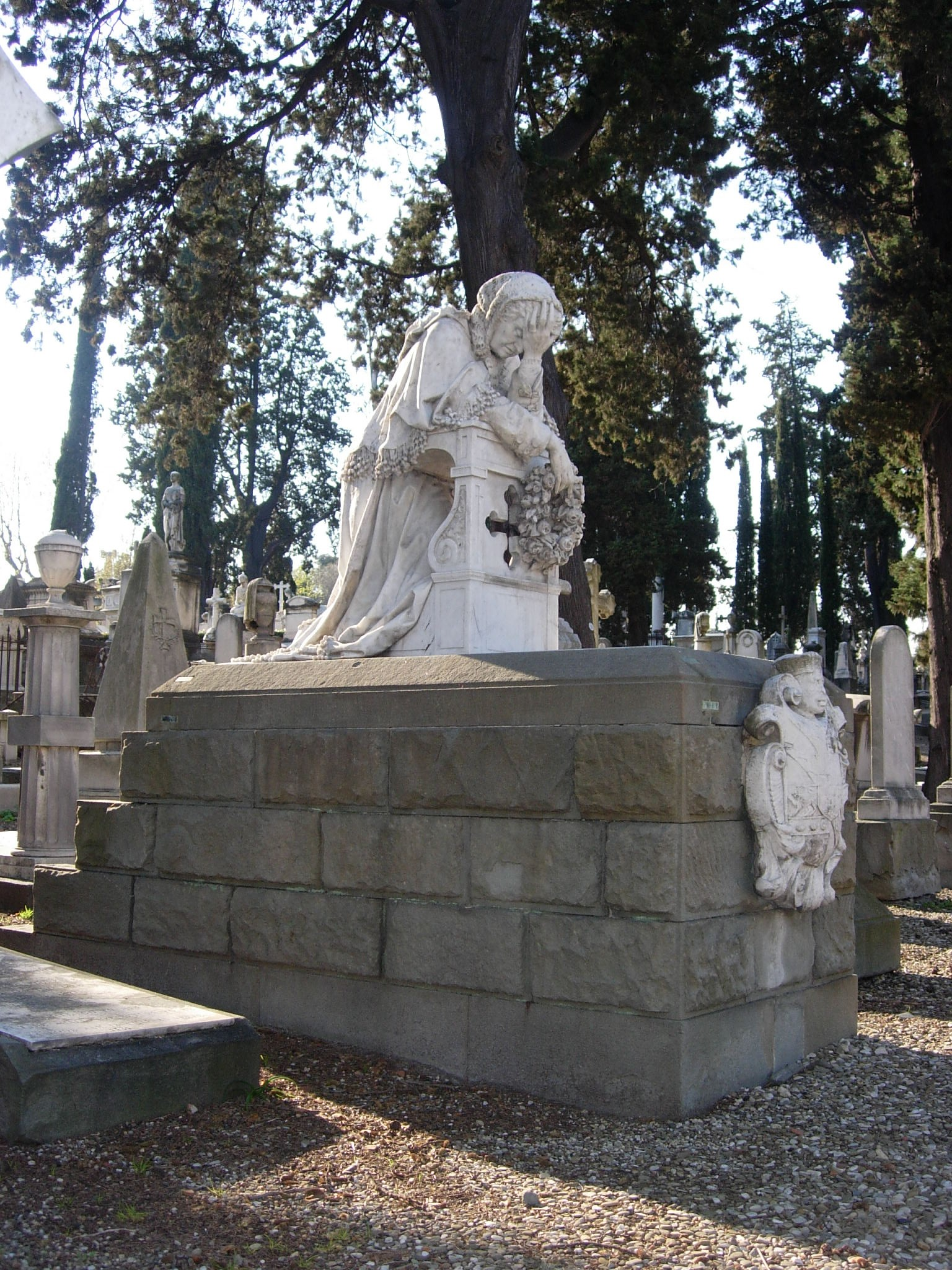
Una tumba del Cementerio.

En 1827 la Iglesia Evangélica reformada suiza compró un terreno cerca de la puerta de Pinti (luego demolido junto con la pared) en la carretera que iba hacia Fiesole, el gran duque Leopoldo II de Toscana para hacer un cementerio internacional y ecuménico, incluso los rusos y los griegos ortodoxos se unieron a los protestantes. 
Antes los no católicos y no-judíos, que habían muerto en Florencia, solo podía ser enterrado en Livorno (en el Antiguo Cementerio Inglés, Antico Cimitero degli Inglesi).
Reishammer Charles, un joven estudiante de arquitectura, diseñó para lo que se llamó primero el Cementerio Inglés, construido sobre una colina, con un recinto poligonal diferente. Fue construido entre ese año y 1928.
Giuseppe Poggi le dio su forma ovalada cuando Florencia se convirtió en capital de Italia en 1865, destruyó las paredes y avenidas creadas por Viali di Circonvallazione, creando el óvalo de la Piazzale Donatello. La fecha de apertura fue ese año.
En la zona hay varios trabajos de artistas, como Michael Gordigiani que interpretó a Elizabeth Barrett Browning y Robert Browning, ahora en exhibición en la National Portrait Gallery de Londres.

### Clausura

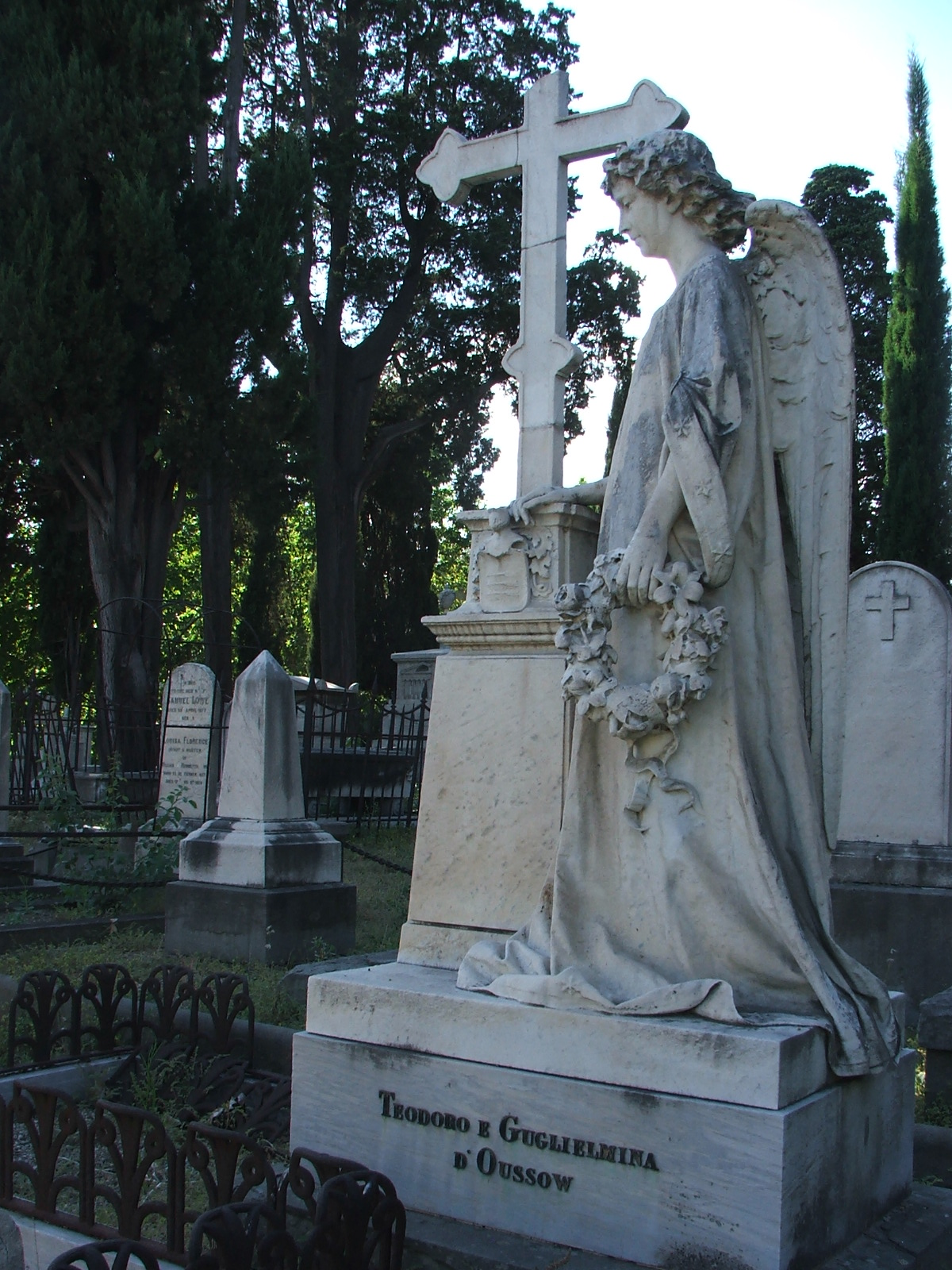
Una tumba.

En 1877 el cementerio fue cerrado debido a las leyes que prohibían el entierro en la ciudad, como la demolición de Piazzale Donatello después las paredes se habían convertido en una zona céntrica de la ciudad. Desde entonces, la comunidad no utiliza el Cementerio de Allori de Galluzzo.

### Restauración
Fue restaurado en 1946 en cooperación con una compañía independiente de turismo.
En la actualidad, la investigación se lleva a cabo en los registros de entierros en Inglaterra, Rusia e Italia, que son publicadas en la internet. La biblioteca del cementerio busca libros escritos por y sobre los que están enterrados allí. Recientemente permitieron que la Iglesia suiza, que posee el cementerio, pudiera abrirse para los entierros, pero solo de los restos cremados, no los cuerpos.

## Entierros

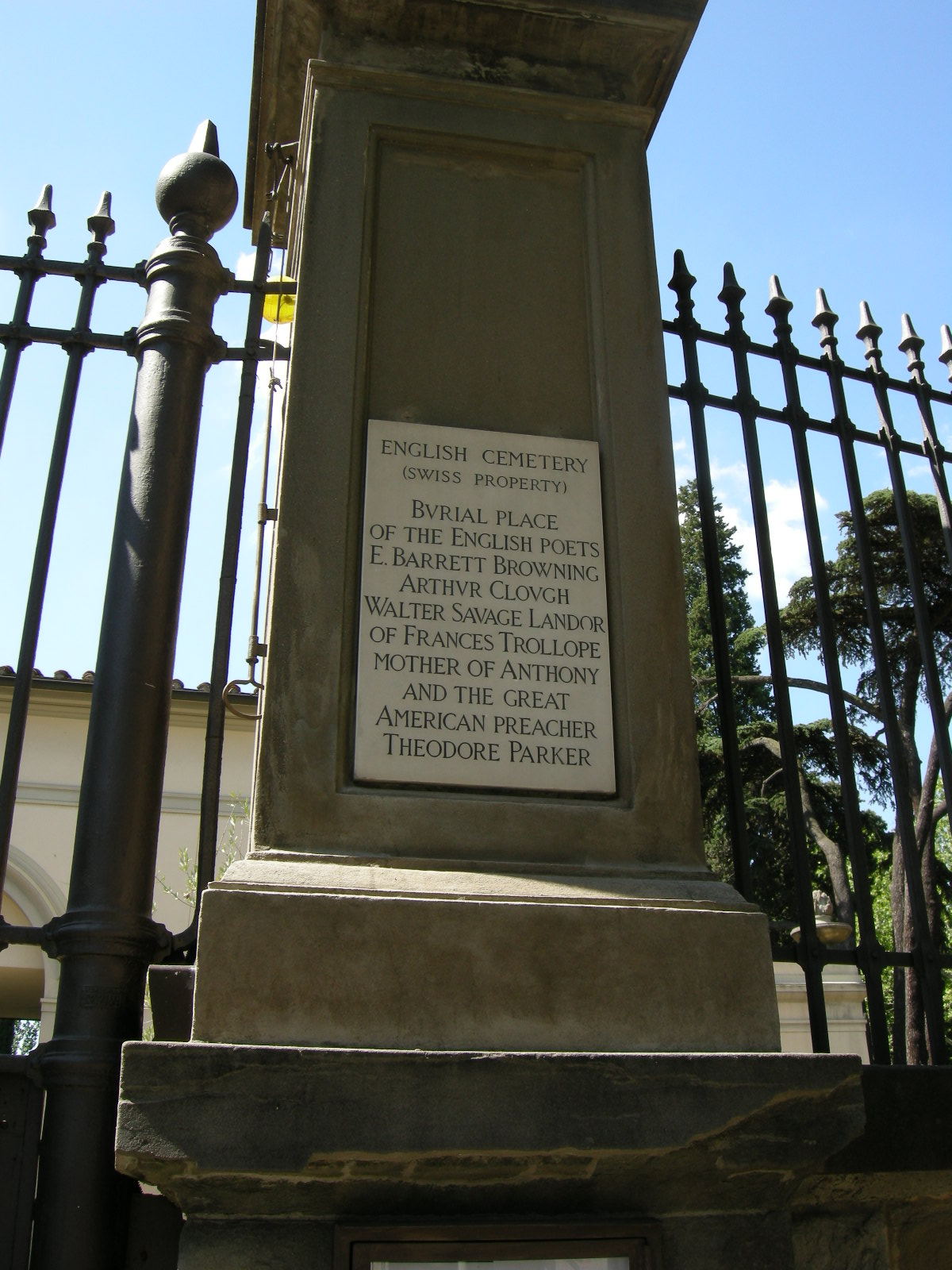

En el jardín de la memoria se incluyen tumbas de escritores, artistas, comerciantes y otras personalidades de 16 países diferentes. 

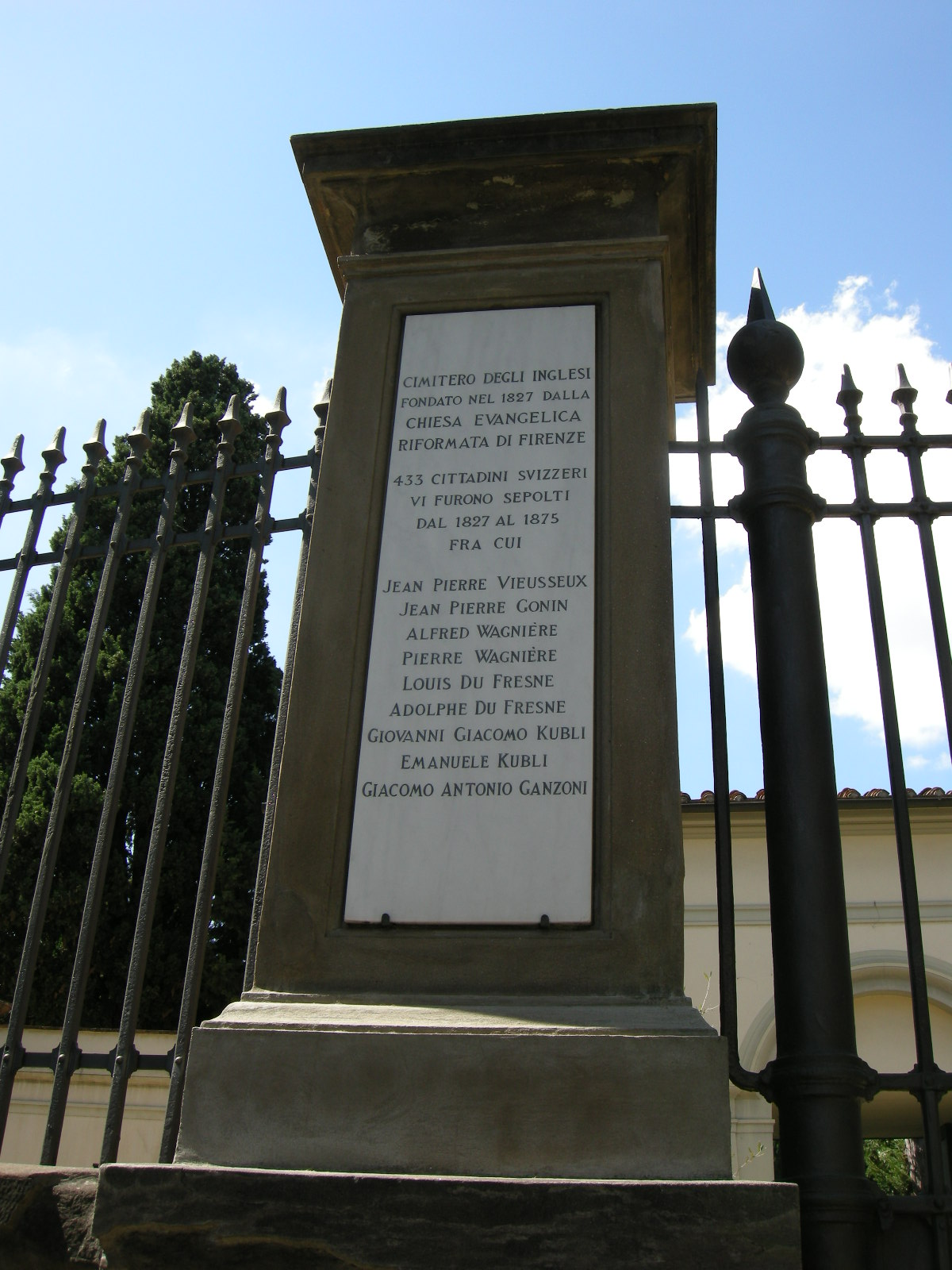

Los famosos que allí se encuentran, Elizabeth Barrett Browning (en una tumba diseñada por Frederic, Lord Leighton), Walter Savage Landor, Arthur Hugh Clough, Fanny Trollope y su hijastra Theodosia Garrow Trollope y otros tres miembros de esa familia, Isa Blagden, Southwood Smith, Hiram Powers, Joel Tanner Hart, Theodore Parker, Fanny, la esposa de William Holman Hunt en una tumba esculpida por el propio Holman Hunt, Mary, la hija de John Roddam Spencer Stanhope en una tumba esculpida por él,  Louise, hermana de Henry Adams, cuya muerte se describe en el capítulo "Chaos" de The Education of Henry Adams, dos hijos del pintor griego George Mignaty, a quien Robert había pintado la Casa Guidi como cuando Elizabeth Barrett Browning murió allí, y Nadezhda De Santis, una esclava nubia llevada a Florencia a los catorce años de por la expedición de Jean-François Champollion en 1827 por Egipto y Nubia, durante el exilio del monárquico francés Félicie de Fauveau con dos tumbas esculpidas allí; Beatrice Shakespeare y Edward Claude Shakespeare Clench últimos descendientes de William Shakespeare.
Giampietro Vieusseux, suizo, fundador del Gabinetto Vieusseux, el historiador suizo Jacques Augustin Galiffa, pionero de la genealogía junto a Jean Charles Léonard de Sismondi. Emily Dickinson atesoraba una fotografía de la tumba de Elizabeth Barrett Browning y escribió 'El alma elige su propia sociedad' al respecto, utilizando las líneas de 'Aurora Leigh' de Barrett Browning. Ésta por su parte escribió un soneto en la escultura de Hiram Powers 'El esclavo griego', la que había estado en el centro de la Exhibición del Crystal Palace de 1851. 
El cementerio es famoso, también,  por La isla de los muertos de Arnold Böcklin por el entierro de su hija de siete meses, María. A su vez, el compositor Serguéi Rajmáninov hizo uso de la pintura de Böcklin. El cementerio conmemora la creatividad de las culturas occidentales, desde América hasta Rusia, desde Escandinavia hasta Nubia durante el Risorgimento.

## Galería de imágenes

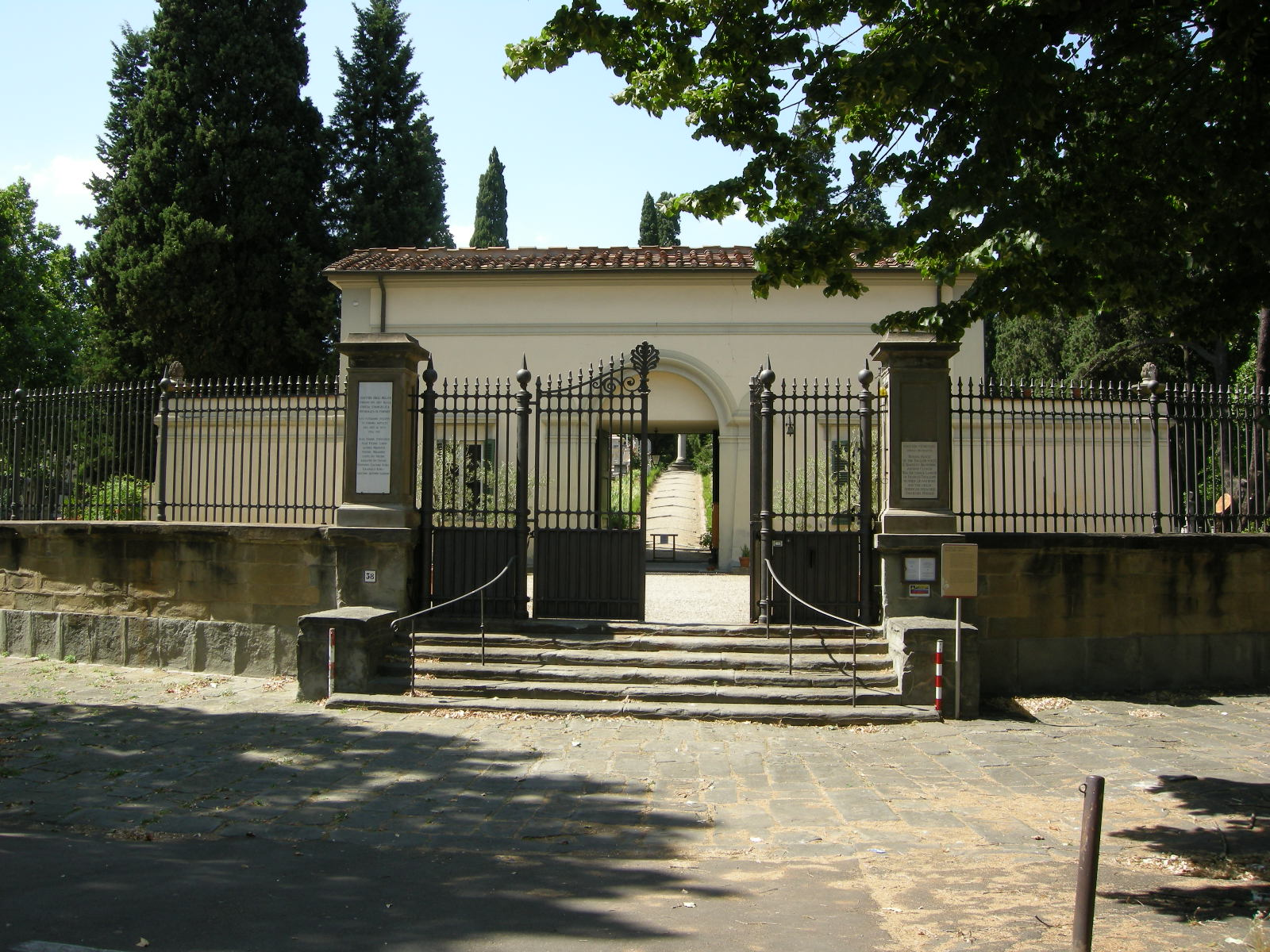
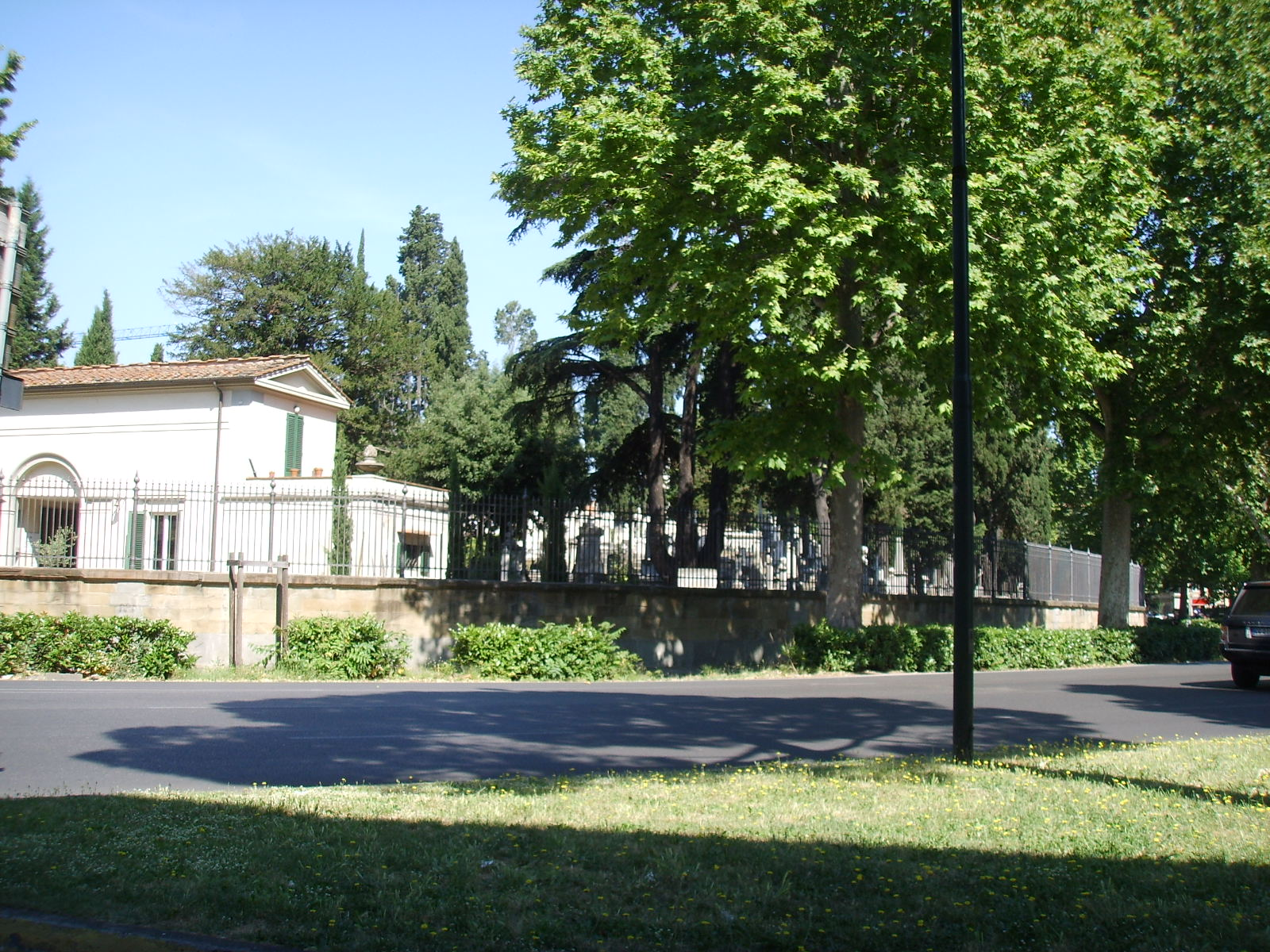
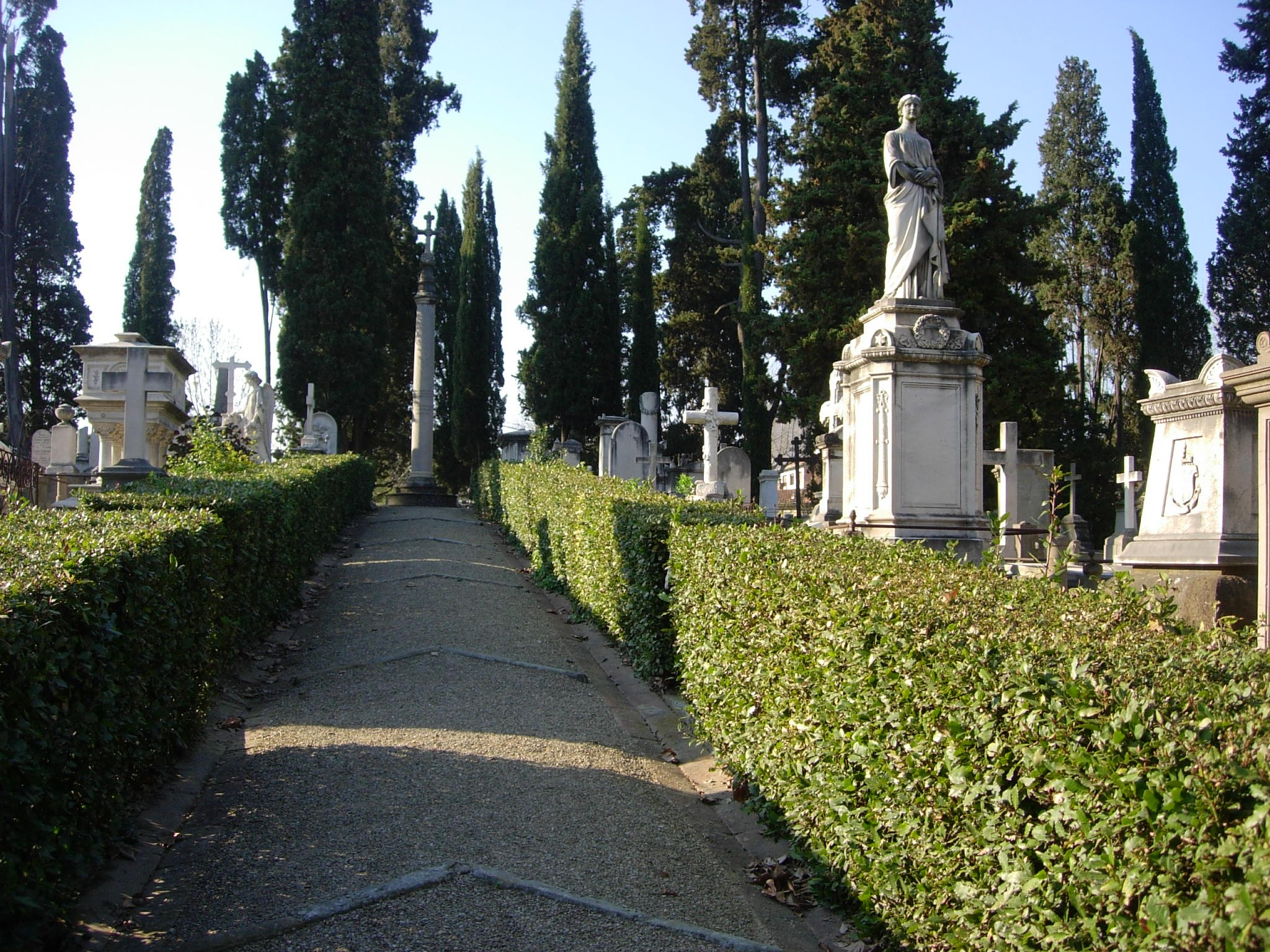

Entrada
Tumbas

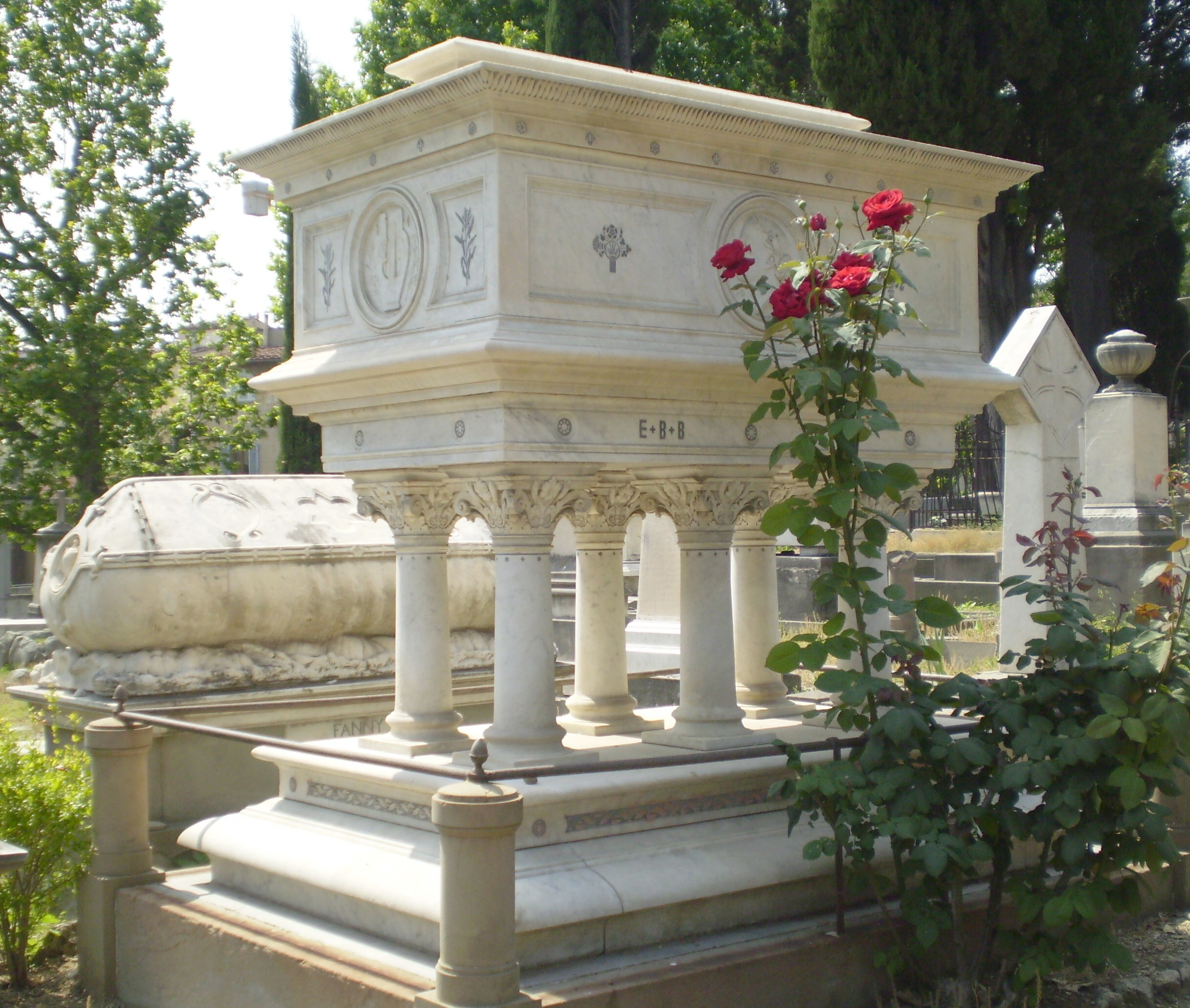
Elizabeth Barrett Browning
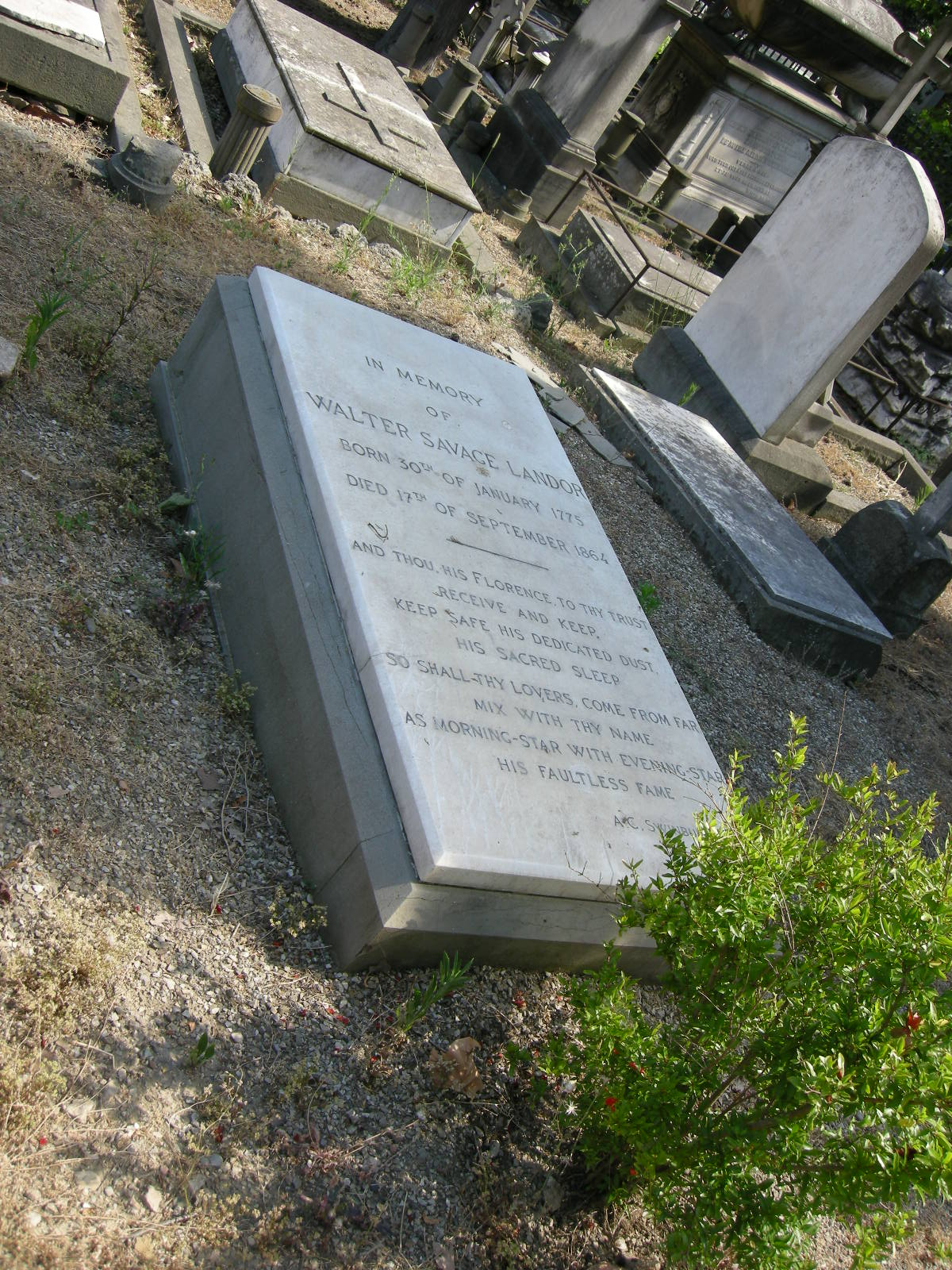
Walter Savage Landor
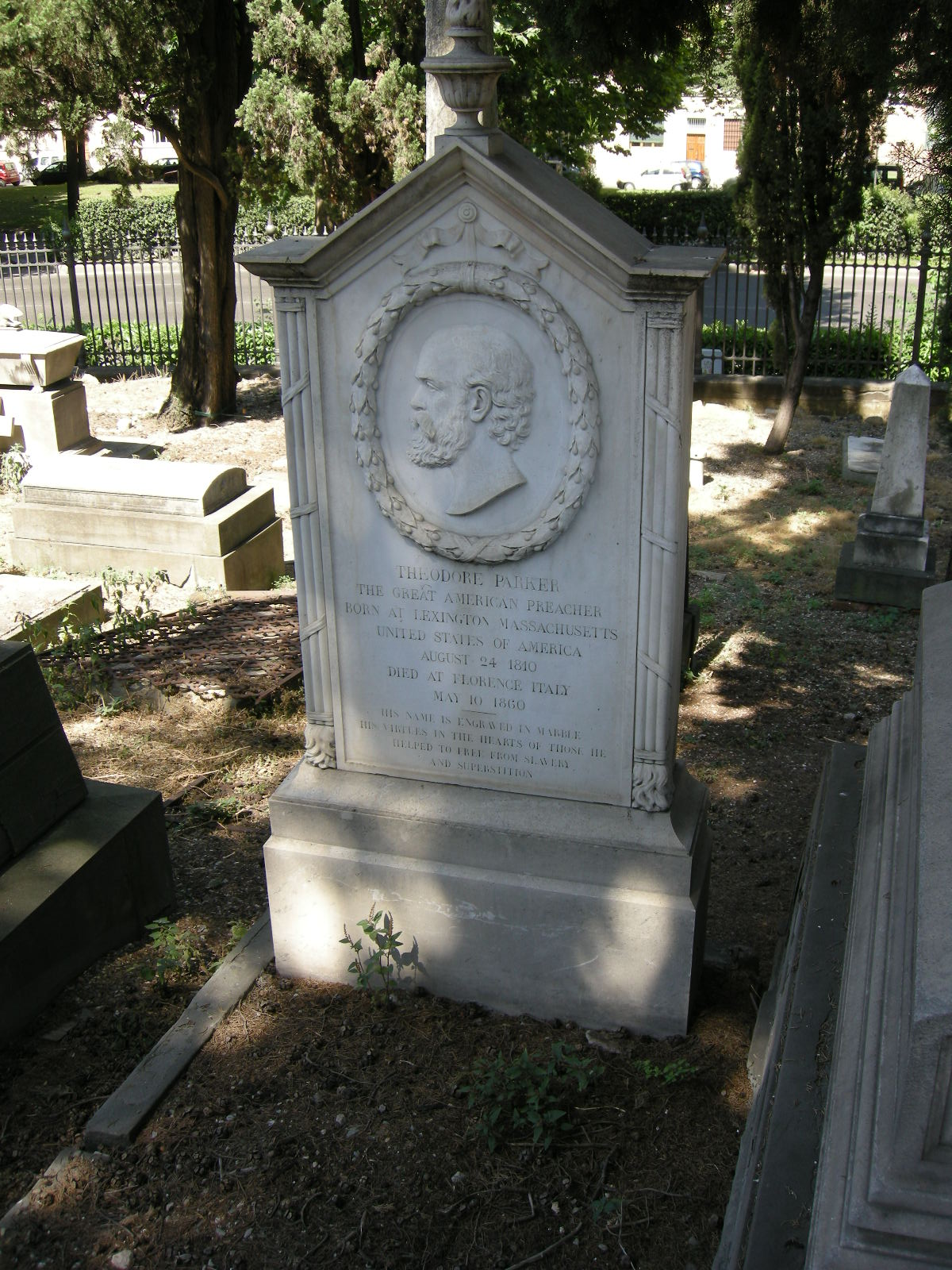
Theodore Parker
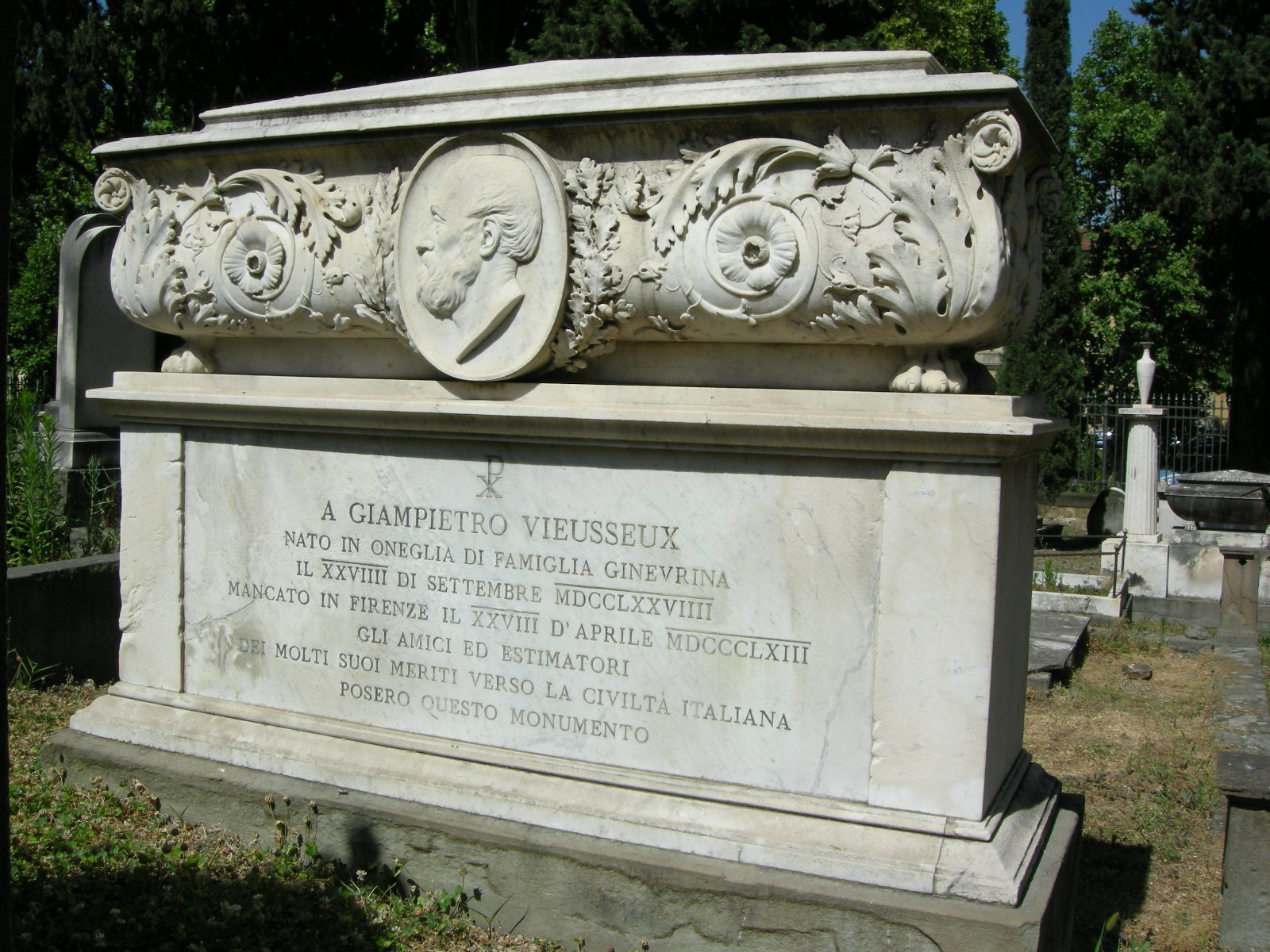
Giovan Pietro Vieusseux